# Alexandria (Rumania)
Alexandria es una ciudad de Teleorman, en la región de Muntenia, en Rumania. La ciudad está situada en el sur de Rumania. Está a una altitud de 41 m s. n. m. y tiene una superficie de 9,56 km². El municipio está a 88 km de Bucarest. Es la capital del distrito de Teleorman.

## Historia
Cerca de la actual ciudad, en el punto llamado "La Vii" (2 km al norte de la ciudad) se descubrieron huellas de un asentamiento geto-dacio, que consisten en vasijas de cerámica y fíbulas de bronce, de los siglos V-IV a. C. En el punto denominado "La Hectare" (2 km al sureste de la ciudad) se han identificado los restos de asentamientos que datan del siglo IV d.cC., que consisten en chozas rectangulares (2,8 × 4,5 m). Ahí se encontraron unas vasijas de cerámica trabajadas con la rueda del alfarero. Sobre la margen izquierda del río Vedea se descubrió un antiguo asentamiento rumano que data de los siglos VIII-XI. Los restos arqueológicos muestran ocupación humana constante en la zona de la ciudad, desde el Paleolítico hasta la Edad Media. 
En 1834 la actual ciudad fue fundada por el Príncipe Alejandro (Alexandru Dimitrie Ghica), de donde proviene el nombre de la ciudad. En 1837 ese asentamiento fue en gran parte destruido por un violento incendio. Reconstruida más tarde, la población ha sido declarada en 1840 ciudad. 
En la segunda mitad del siglo XIX y primera mitad del siglo XX tuvieron lugar en Alexandria famosas ferias anuales, conocidas como Bâlciul Mavrodinului. Fue declarada municipio en el 27 de julio de 1979. Sufrió un gran daño debido al terremoto de 1977, que afectó también a Bucarest.

## Población
Alexandria tiene una población de 50.496 habitantes, de los cuales el 95,36% son rumanos (48.156), el 4,51% gitanos (2.278) y menos de 1% pertenecen a otras etnias.

## Turismo
- Catedral Ortodoxa con el patrono "San Alejandro", construida entre 1869 y 1898, estilo bizantino-románico, murales interiores realizados en 1898 por Ştefan Luchian y Constantin Artachino
- Iglesia "Santos Apóstoles Pedro y Pablo" (1842-1846, restaurada en 1902-1904)
- Iglesia con el patrón "San Nicolás" (1848-1850)
- Iglesia con el patrón "Santos Emperadores Constantino y Elena" (1852)
- Iglesia con el patrón "Asunción" (1858-1860)
- Iglesia con el patrón "Tămăduirii de primavera" (1859-1861)
- El monumento erigido en memoria de los campesinos muertos durante la Revuelta campesina de 1907
- Monumento a los héroes caídos en el campo de batalla durante la Primera Guerra Mundial
- Las estatuas en honor de Alexandru Dimitrie Ghica y Alexandru Ioan Cuza, realizados en el año 1914 por el escultor I. Iordănescu
- Museo de Historia

## Personalidades
- Anghel Demetriescu (1847 - 1903), historiador, escritor.
- Liviu Vasilică (1950 - 2004), cantante de música folclórica.